# Thliptoceras fimbriata
Thliptoceras fimbriata là một loài bướm đêm trong họ Crambidae.